# Pueblerina
Pueblerina és una pel·lícula mexicana de 1948 del director Emilio Fernández Romo, protagonitzada per Columba Domínguez i Roberto Cañedo. Va participar en la secció oficial del 3r Festival Internacional de Cinema de Canes de 1949.

## Sinopsi
Aurelio torna al seu poble després de complir una condemna per venjar la violació de la seva estimada Paloma a mans de Julio González. En arribar s'assabenta que la seva mare ha mort i que Paloma viu exiliada del poble amb el seu fill, fruit de la violació. Aurelio busca casar-se amb Paloma i oblidar el passat, però el malvat Julio i el seu germà Ramiro no estan disposats a deixar-los en pau. La Cançó Chiquitita tema principal de la pel·lícula, va ser interpretada pel Trio Calavera, autor Nicolás Pérez Leyva.

## Repartiment
- Columba Domínguez
- Roberto Cañedo
- Arturo Soto Rangel
- Manuel Dondé
- Ismael Pérez
- Luis Aceves Castañeda
- Diego Gayara
- Guillermo Cramer
- Enriqueta Resa
- Rogelio Fernández
- Agustín Fernández
- Hermanos Huesca
- Trio Calaveres
- Héctor González
- Carmen Reyo

## Reconeixements
Considerada una de les millors pel·lícules d'Emilio Fernández, ocupa el lloc 13 dins de la llista de les 100 millors pel·lícules del cinema mexicà, segons l'opinió de 25 crítics i especialistes del cinema a Mèxic, publicada per la revista Somos en juliol de 1994.